# 고르디아누스 3세
고르디아누스 3세(225년 ~ 244년 2월 11일)는 로마 제국의 스물 여덟 번째 황제이다. 고르디아누스 1세의 외손자이며 고르디아누스 2세의 조카이다. 고르디아누스 1세의 친딸 마키아 파우스티나의 아들이다.
238년 발비누스와 푸피에누스 두 공동 황제들이 근위대에 의해 살해되자 승계하였다. 244년 살해되었다.

## 황제 즉위와 암살
군인 출신 황제인 막시미누스 트락스에 대항하고자 고르디아누스 1세와 고르디아누스 2세의 후임으로 원로원에서 선출된 발비누스와 푸피에누스 두 공동 황제들은 238년 7월 29일 함께 근위대에 납치되어 살해당하였다. 곧바로 238년 8월에 그가 황제의 자리를 이었다. 나이가 어렸던 관계로 정무 초기에는 어머니가, 서기 241년 이후에는 의부이자 장인인 친위대장 티메시테우스(Timesitheus)가 섭정하였다. 242년에 그는 티메시테우스의 도움을 얻어 사산조 페르시아의 샤푸르 1세를 격파하였다. 티메시테우스가 갑자기 죽자 친위대장에 임명된 필리푸스 아라부스(Philip the Arab)에게 살해되었다.

## 같이 보기
- 로마 황제 연대표
- 고르디아누스 1세
- 고르디아누스 2세
- 필리푸스 아라부스
- 푸피에누스
- 발비누스

| 전임 푸피에누스, 발비누스 | 제28대 로마 제국 황제 238년 - 242년 | 후임 필리푸스 아라부스 |